# Гендерсон (лунный кратер)
Гендерсон (лат. Henderson) — крупный древний ударный кратер в экваториальной области обратной стороны Луны. Название присвоено в честь английского астронома Томаса Джеймса Хендерсона (1798—1844) и утверждено Международным астрономическим союзом в 1970 г. Образование кратера относится к нектарскому периоду.

## Описание кратера
Ближайшими соседями кратера являются кратер Шустер на западе, а за ним огромный кратер Менделеев; кратер Сент Джон на севере-северо-западе; кратер Миллз на северо-востоке; кратер Мандельштам на востоке; кратер Шлиман на юго-востоке; а также кратер Чаплыгин на юге. Селенографические координаты центра кратера 4°46′ с. ш. 152°00′ в. д. / 4,76° с. ш. 152° в. д., диаметр 43,5 км, глубина 2,3 км.
Кратер значительно разрушен и имеет сравнительно низкий вал, отмеченный множеством мелких кратеров, располагается посреди останков более древнего кратера. Средняя высота вала кратера над окружающей местностью 1100 м, объём кратера составляет приблизительно 1700 км³. Дно чаши кратера сравнительно ровное, в северной части чаши расположен извилистый хребет.

## Сателлитные кратеры
| Гендерсон | Координаты                                            | Диаметр, км |
| --------- | ----------------------------------------------------- | ----------- |
| B         | 7°29′ с. ш. 153°02′ в. д. / 7,48° с. ш. 153,04° в. д. | 18,7        |
| F         | 4°43′ с. ш. 155°31′ в. д. / 4,71° с. ш. 155,51° в. д. | 13,7        |
| G         | 3°42′ с. ш. 155°42′ в. д. / 3,7° с. ш. 155,7° в. д.   | 47,6        |
| Q         | 3°23′ с. ш. 150°56′ в. д. / 3,39° с. ш. 150,94° в. д. | 19,3        |

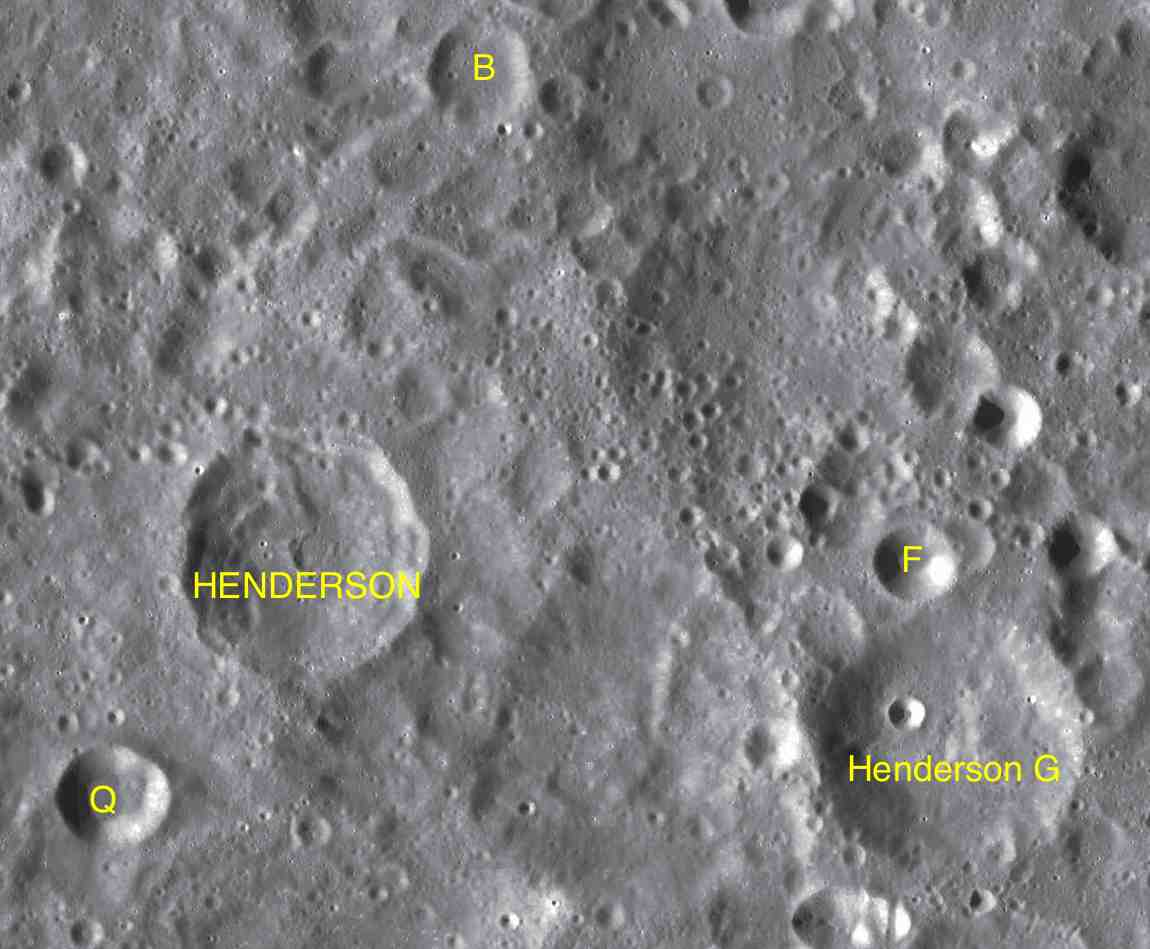
Фрагмент карты LAC-67.

- Образование сателлитного кратера Гендерсон G относится к нектарскому периоду[2].